# Comuna Vedîlți, Cernihiv
Vedîlți (în ucraineană Ведильці) este o comună în raionul Cernihiv, regiunea Cernihiv, Ucraina, formată din satele Maliikî și Vedîlți (reședința).

## Demografie
Componența lingvistică a comunei Vedîlți
     Ucraineană (97,02%)
     Rusă (2,51%)
     Alte limbi (0,39%)
Conform recensământului din 2001, majoritatea populației comunei Vedîlți era vorbitoare de ucraineană (97,02%), existând în minoritate și vorbitori de rusă (2,51%).